# اس‌ام روکیز
اس‌ام روکیز (کره‌ای: 에스엠루키즈؛ انگلیسی: SM Rookies) گروه کارآموزی پیش از آغاز فعالیت است که در سال ۲۰۱۳ توسط آژانس سرگرمی کره جنوبی، اس‌ام انترتینمنت شکل گرفته‌است و متشکل از کارآموزانی است که هنوز به یک گروه آیدل ملحق نشده‌اند. از سال ۲۰۱۳ تا ۲۰۱۸، این گروه به صورت رسمی ۳۰ عضو را معرفی کرد که ۲۵ نفر از آنها بعداً در گروه‌های رد ولوت (۴)، ان‌سی‌تی و چهار زیر مجموعهٔ آن (۱۹)، اسپا (۱) و لامی به عنوان بازیگر فعالیت خود را آغاز کردند.